# Wartananz-Kirche (Teheran)
Die Wartananz-Kirche, auch Sankt-Wartan-Kirche (armenisch Սրբոց Վարդանանց եկեղեցի Srboz Wardananz jekeghezi, persisch کلیسای وارطان مقدس oder کلیسای وارطانانتس مقدس), ist eine Kirche in der iranischen Hauptstadt Teheran, die im Jahre 1987 geweiht wurde. Sie gehört zur Diözese Teheran der Armenisch-Apostolischen Kirche und steht im Stadtviertel Arameneh („Armenier“).

## Standort
Die armenische Wartananz-Kirche in Teheran steht an der Südseite der Armenierstraße (Arameneh, ارامنه, in der Zeitung Alik Դահմեթրիէ Արամանէ պողոտա) in deren mittlerem Abschnitt, etwa 200 m östlich der Ejarehdar-Straße und rund 500 m westlich der Schnellstraße Emam Ali, etwa 900 m westlich der U-Bahn-Station Sabalan an der Südlichen Sabalan-Straße. Die Wohngegend ist ebenfalls unter dem Namen Arameneh (persisch für „Armenier“) verzeichnet. Das historische Stadtviertel ist auch als Heshmatiyeh bekannt und wird von den Armeniern Sardarabad genannt nach der Schlacht von Sardarapat, dem heutigen Armawir (Armenien), wo Ende Mai 1918 armenische Truppen den Vormarsch der osmanischen Armee stoppten.

## Name
Der Name Wartananz bezieht sich auf die Schlacht von Avarayr oder Schlacht von Wartananz in West-Aserbaidschan, bei welcher der als Heiliger verehrte armenische Heerführer Wardan Mamikonjan im Jahre 451 fiel.

## Geschichte

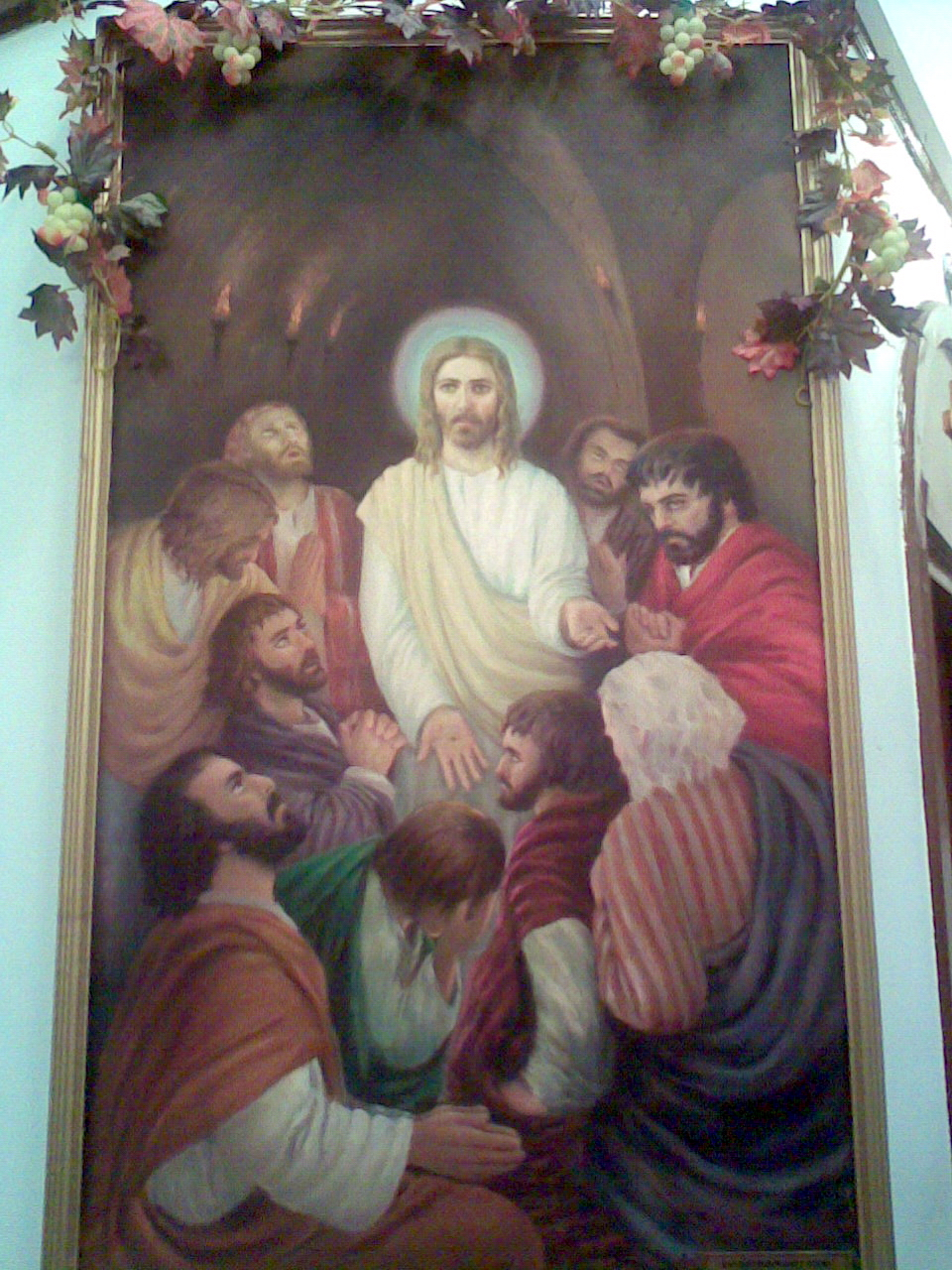
Friede sei mit euch! (Joh 20,19–29 EU). Gemälde aus der Wartananz-Kirche Teheran

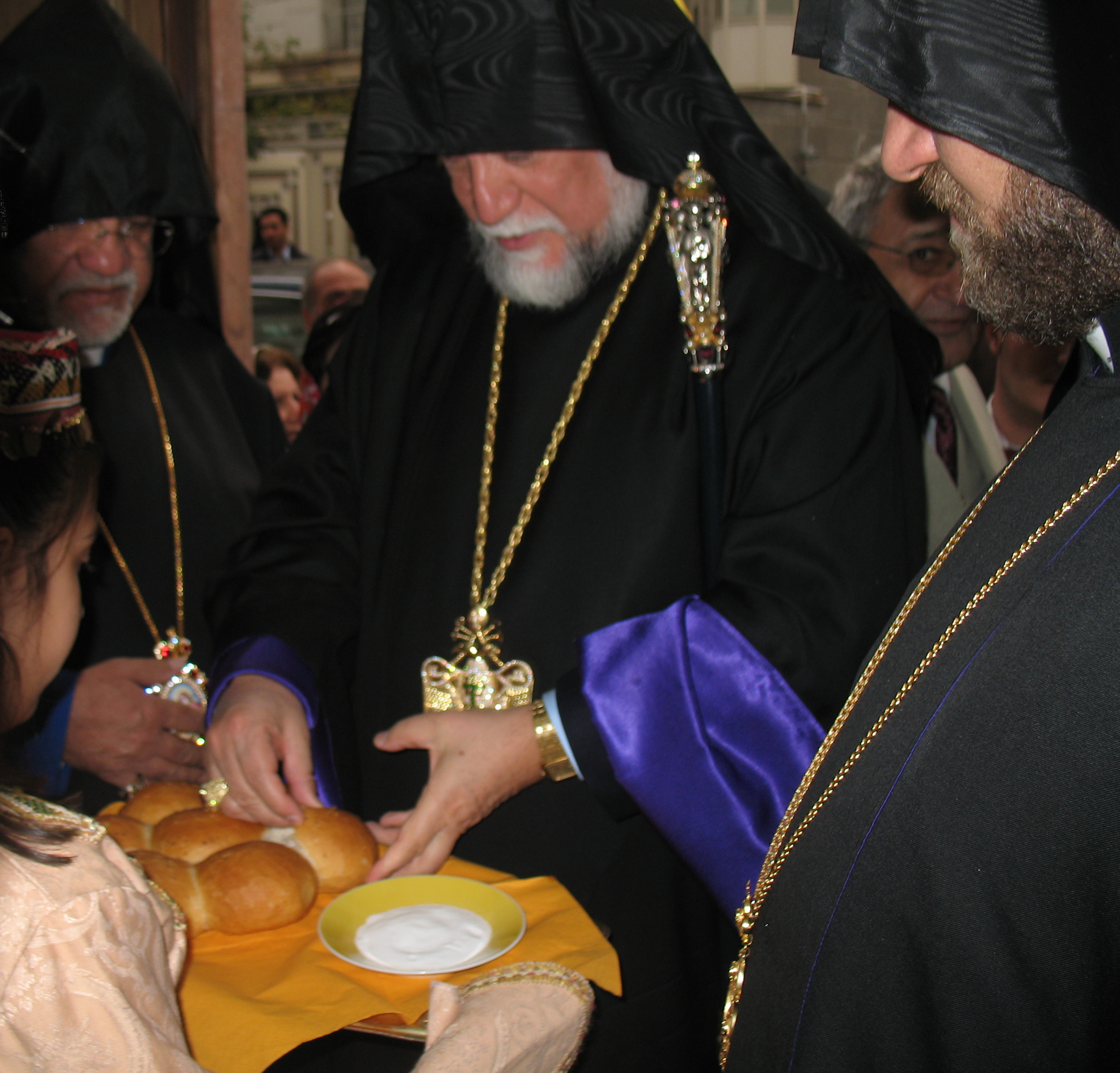
Sepuh Sargsjan (links) und Aram I. (Mitte) in der Wartananz-Kirche, 2008

Die armenische Gemeinde im Stadtteil Heshmatiyeh entstand im 20. Jahrhundert, als nach dem Völkermord an den Armeniern viele Armenier nach Teheran kamen, und Ende der 1940er Jahre war die Einwanderung im Wesentlichen abgeschlossen. Im Jahr 1955 wurde hier in einer angemieteten Halle, die zum Komplex der Sport- und Kulturunion Schah Aziz (شاه عزیز, „Lieber König“) gehörte, eine Gebetsstätte (Kapelle) Sankt Gregor der Erleuchter eingerichtet. Diese Kirche geriet am 28. Mai 1969 aus unbekannten Gründen in Brand und brannte völlig nieder, so dass die armenische Gemeinde von Heshmatiyeh ohne Kirche war. Nach Angaben des armenisch-apostolischen Bistums Teheran lebten zu dieser Zeit in dem noch heute Arameneh genannten Viertel zehntausende Armenier, die dringend eine neue Kirche benötigten. 1979, im Jahr der Islamischen Revolution, bat das Kuratorium der Sahakian-Schule an der Straße Arameneh den Teheraner armenisch-apostolischen Erzbischof Artak Manukian (1931–1999) um Erlaubnis, den Saal der Schule in eine Kirche umzubauen. Nach der kirchlichen Genehmigung baute der Tischler Heratsch Saruchanjan, ein Mitglied des Kuratoriums der Schule, einen provisorischen Holzaltar in einem Teil des Schulsaals und schmückte ihn mit einem Kreuz und anderen christlichen Symbolen. 1983 segnete Erzbischof Artak Manukian die Kapelle. In den folgenden drei Jahren wurde das Gebäude zu einer Kirche ausgebaut, die am 13. Juni 1986 von Artak Manukian als Kirche Sankt Wartananz geweiht wurde.
Dreimal bekam die Kirche Sankt Wartananz Besuch und den Segen vom Katholikos Aram I. von Kilikien bei dessen Besuchen in Teheran in den Jahren 1996, 2005 und 2008. Nach Manukians Tod wurde 1999 Erzbischof Sepuh Sargsjan armenischer Prälat von Teheran, der sich verstärkt für Verbesserungen an der Wartananz-Kirche und für die armenische Gemeinde des Stadtviertels einsetzte. Allerdings war auch dieses Viertel von der Auswanderung betroffen, die vor allem in Richtung USA und nicht nach Armenien stattfand. So ist nur noch ein kleinerer Teil der Armenier in der Gegend der Wartananz-Kirche von Teheran geblieben.

## Architektur
Die Kirche hat eine Grundfläche von 250 Quadratmetern auf einem Grundstück von 400 Quadratmetern. Das Gebäude ist 39,70 m lang und 10,10 m breit. Es ist Teil der Blockrandbebauung.